# Arandilla del Arroyo
Arandilla del Arroyo é um município da Espanha, na província de Cuenca, comunidade autônoma de Castela-Mancha. Tem 19,48 km² de área e em 2021 tinha 7 habitantes (densidade: 0,4 hab./km²). Limita com os municípios de Albendea, Alcantud, Castilforte, Priego e Valdeolivas.